# Jake Stewart
Jake Stewart (Coventry, 2 de octubre de 1999) es un ciclista del Reino Unido que corre para el equipo Israel-Premier Tech.

## Palmarés
2022
- 1 etapa del Tour de l'Ain

2023
- 1 etapa del Tour de l'Ain

2025
- 1 etapa de los Cuatro Días de Dunkerque
- 1 etapa del Critérium del Dauphiné

## Resultados

### Grandes Vueltas
| Carrera | Carrera         | 2019 | 2020 | 2021 | 2022 | 2023 | 2024 | 2025  |
| ------- | --------------- | ---- | ---- | ---- | ---- | ---- | ---- | ----- |
|         | Giro de Italia  | —    | —    | —    | —    | 92.º | —    | ―     |
|         | Tour de Francia | —    | —    | —    | —    | —    | Ab.  | 108.º |
|         | Vuelta a España | —    | —    | —    | Ab.  | —    | ―    | —     |

### Clásicas y Campeonatos
| Carrera                 | Carrera                 | 2018 | 2019 | 2020 | 2021 | 2022  | 2023 | 2024 | 2025  |
| ----------------------- | ----------------------- | ---- | ---- | ---- | ---- | ----- | ---- | ---- | ----- |
| Omloop Het Nieuwsblad   | Omloop Het Nieuwsblad   | —    | —    | —    | 2.º  | —     | 17.º | —    | 20.º  |
| Kuurne-Bruselas-Kuurne  | Kuurne-Bruselas-Kuurne  | —    | —    | —    | —    | —     | Ab.  | —    | 70.º  |
|                         | Milán-San Remo          | —    | —    | —    | —    | —     | 87.º | 18.º | 92.º  |
| E3 Saxo Classic         | E3 Saxo Classic         | —    | —    | X    | 38.º | —     | Ab.  | —    | 121.º |
| Gante-Wevelgem          | Gante-Wevelgem          | —    | —    | 35.º | —    | —     | Ab.  | Ab.  | —     |
| A través de Flandes     | A través de Flandes     | —    | —    | —    | —    | —     | 88.º | —    | Ab.   |
|                         | Tour de Flandes         | —    | —    | Ab.  | —    | —     | —    | —    | 107.º |
|                         | París-Roubaix           | —    | —    | —    | Ab.  | —     | Ab.  | —    | —     |
| Scheldeprijs            | Scheldeprijs            | —    | —    | 20.º | —    | —     | —    | —    | 29.º  |
| Amstel Gold Race        | Amstel Gold Race        | —    | —    | —    | —    | —     | —    | Ab.  | —     |
| Cyclassics Hamburg      | Cyclassics Hamburg      | —    | —    | X    | X    | —     | 20.º | —    |       |
| Bretagne Classic        | Bretagne Classic        | —    | —    | —    | —    | —     | Ab.  | 22.º |       |
| Gran Premio de Quebec   | Gran Premio de Quebec   | —    | —    | X    | X    | —     | Ab.  | —    |       |
| Gran Premio de Montreal | Gran Premio de Montreal | —    | —    | X    | X    | —     | Ab.  | —    |       |
| París-Tours             | París-Tours             | —    | 25.º | —    | 50.º | 79.º  | —    | 79.º |       |
| Mundial en Ruta         | Mundial en Ruta         | —    | —    | —    | Ab.  | 102.º | Ab.  | Ab.  |       |
| Reino Unido en Ruta     | Reino Unido en Ruta     | Ab.  | 11.º | X    | Ab.  | 50.º  | Ab.  | 50.º |       |

—: no participa

Ab.: abandono

X: no se disputó

## Equipos
- Groupama-FDJ Continental (2019-2020)
- Groupama-FDJ (2020-2023)
- Israel-Premier Tech (2024-)